# Proclamarea independenței Indoneziei
Când a izbucnit cel de-Al doilea război mondial în Europa și s-a întins înspre Pacific, japonezii au ocupat Indiile Olandeze de Est în martie 1942, după ce armata colonială olandeză s-a predat, ca urmare a caderii oraselor Hong Kong, Manila și Singapore.
La 1 aprilie 1945, trupele americane au debarcat în Okinawa. Curând dupa acesta, pe 6 august și pe 9 august, Statele Unite au lansat bombe atomice asupra a două orașe japoneze, Hiroshima și Nagasaki. Câteva zile mai târziu, la 15 august 1945, japonezii s-au predat Fortelor Aliate. 
Această ocazie a oferit poporului indonezian posibilitatea de a-și proclama independența. La trei zile după predarea necondiționată a japonezilor, la 17 august 1945, liderii naționali indonezieni, Sukarno și Dr. Mohammad Hatta au proclamat în numele poporului Independența Indoneziei.
Proclamația a fost scurtă, concisă, după cum urmează: 
PROCLAMAȚIE
NOI, POPORUL INDONEZIEI,
PROCLAMĂM INDEPENDENȚA INDONEZIEI.
TOATE PROBLEMELE LEGATE
DE TRANSFERUL PUTERII ETC.,
VOR FI REZOLVATE EFICIENT, ÎN CEL MAI SCURT TIMP POSIBIL.
JAKARTA, 17 AUGUST 1945
ÎN NUMELE POPORULUI INDONEZIAN
semnează
SOEKARNO - HATTA

Proclamația, care a fost facută la Jalan Pegangsaan Timur 58, Jakarta, a fost ascultată de mii de indonezieni din toată țara, deoarece textul era transmis în secret de personalul indonezian de la radio folosind echipamentul de transmisie al stației radio controlată de japonezi, JAKARTA Hoso Kyoku. În străinatate a fost transmisă o traducere în limba engleză a proclamației
De atunci, în fiecare an se sărbătorește această zi , cu mare fast în insula Java și în celelalte insule, astfel: timp de 2 săptămâni, înainte de 17 august, în fiecare zi elevii, îmbrăcați în uniforme de culoarea drapelului indoneziei (roșu si alb) care simbolizează roșu - vitejia și alb - sfințenia, defilează pe străzile orașului, până în ziua de 17 august, când vor defila forțele armate. În dimineața zilei de 17 august la ora 9 se aduce drapelul de către militari, îmbrăcați complet în alb in formațiune de 17 - 8- 45 de oameni reprezentând data proclamării independenței, 17 august 1945. După arborarea steagului, la ora 10 fix pornesc sirenele, după care se cânta imnul național al Indoneziei, Indonezia Raya (Indonezia măreață), compus de W. R. Supratman.